# Institute of Ismaili Studies

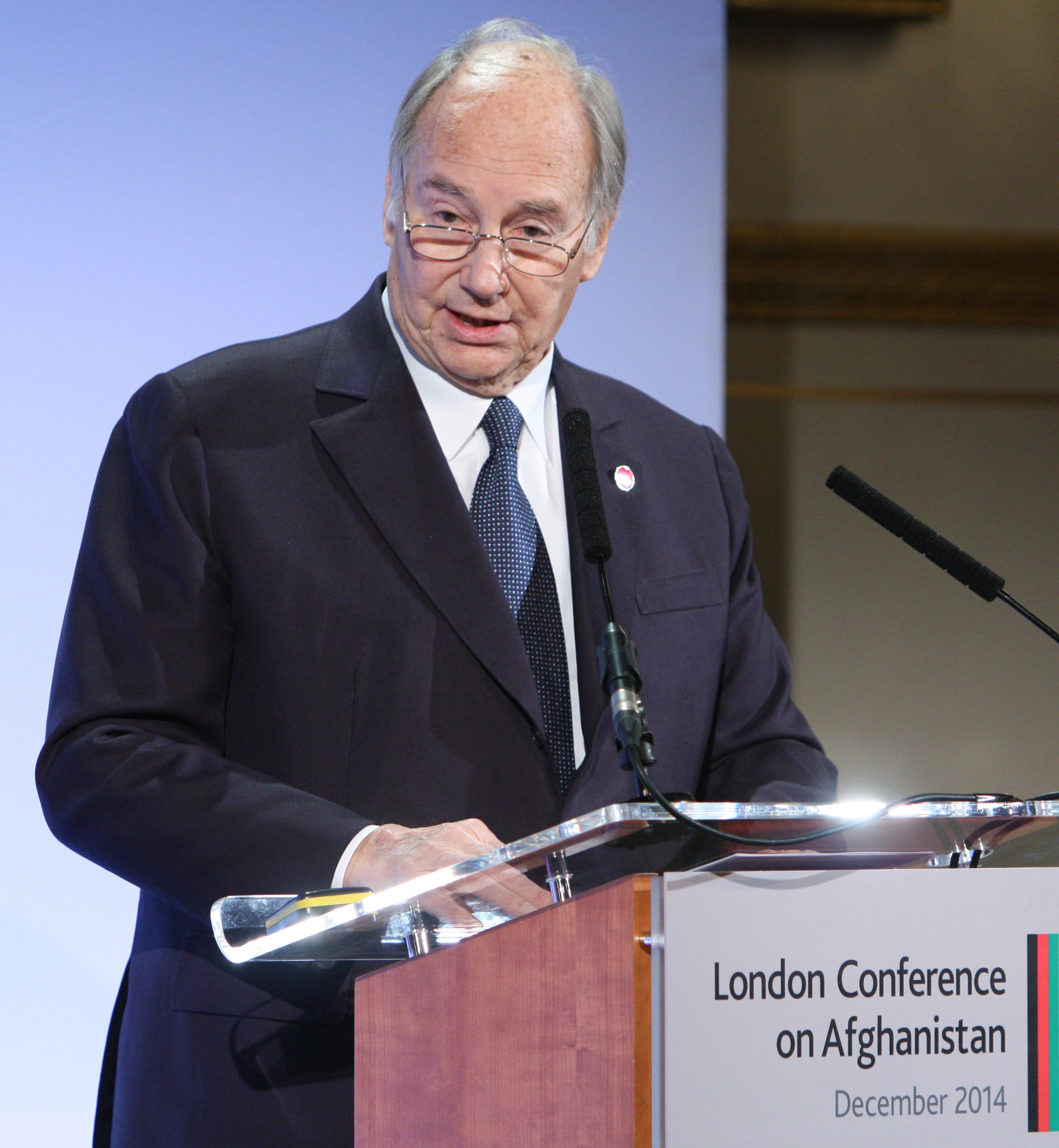
Karim Aga Khan IV.

Das Institute of Ismaili Studies (Abk. IIS; „Institut für ismailitische Studien“) wurde 1977 in London, Vereinigtes Königreich, gegründet. Die Forschungs- und Bildungseinrichtung bildet ein geistiges Zentrum für die in alle Welt verstreute Glaubensgemeinschaft der Ismailiten (Ismailis), deren Oberhaupt der Aga Khan (derzeit Karim Aga Khan IV.) ist.

## Geschichte und Entwicklung
Das Institut wurde 1977 in London gegründet.
Nach eigenen Angaben wurde es mit dem Ziel gegründet, Forschung und Wissen über historische wie zeitgenössische muslimische Kulturen und Gesellschaften zu verbessern und ein besseres Verständnis ihrer Beziehungen zu anderen Gesellschaften und Glaubensrichtungen zu fördern. Innerhalb der islamischen Tradition streben die Programme des Instituts an, die Forschung auf jenen Gebieten zu fördern, denen bislang relativ wenig Aufmerksamkeit gewidmet wurde. Dazu gehören die intellektuellen und literarischen Ausdrucksformen des Schiitentums im Allgemeinen und der Ismailismus im Besonderen. Das Institut arbeitet mit verschiedenen Institutionen zusammen. Zum Beispiel beim Graduiertenunterrichtsprogramm mit der McGill University, dem University of London’s Institute of Education, der School of Oriental and African Studies (SOAS), der Universität von Jordanien und Fakultätsmitgliedern einer Reihe von Universitäten im Vereinigten Königreich und andernorts.
Das Institut arbeitet eng mit dem in London ansässigen Institute for the Study of Muslim Civilizations (ISMC) der Aga-Khan-Universität (Karatschi, Pakistan) zusammen.
Leitende Persönlichkeiten des Instituts (IIS) sind Shams Vellani und Farhad Daftary, letzterer als Direktor des Department of Academic Research and Publications (DARP).
In Paris hatte das IIS eine Zweigstelle.

## Bibliothek
Dem Institut ist eine wissenschaftliche Bibliothek  angeschlossen, in deren Besitz sich auch viele Manuskripte, darunter religiöse Texte in Khojki-Schrift befinden.

## Publikationen
Das Institut gibt verschiedene Publikationsreihen von Monographien mit Texten und Übersetzungen der großen ismailitischen Klassiker heraus, darunter die beiden Reihen Ismaili Heritage Series und Ismaili Texts and Translations Series sowie die Shiʿi heritage series und die Qur'anic studies series.